# Контроверзе о генетски модификованој храни
Контроверзе о генетски модификованој храни су спорови око употребе хране и других добара, добијених од генетски модификованих усева уместо конвенционалних усева, и друге употребе генетског инжењеринга у производњи хране. У спорове су укључени потрошачи, фармери, биотехнолошке компаније, невладине организације и научници. Кључне области контроверзи које се односе на генетски модификовану храну (ГМ храну или ГМО храну) су да ли такву храну треба обележавати, објективност научног истраживања и објављивања, ефекат генетски модификованих усева на здравље и животну средину, утицај на отпорност на пестициде, утицај таквих усева на фармере и улогу усева у исхрани светске популације. Поред тога, производи добијени од ГМО организама играју улогу у производњи етанолних горива и фармацеутских производа.
Посебна забринутост укључује мешање генетски модификованих и генетски немодификованих производа у снабдевању храном, ефекте ГМО на животну средину, строгост регулаторног процеса, и уређеност контрола снабдевања храном у компанијама које производе и продају ГМО. Групе за заговарање кажу да ризици нису адекватно идентификовани и управљани њима, и да су довели у питање објективност регулаторних органа.
Процена безбедности генетски модификованих прехрамбених производа од стране регулаторних тела почиње проценом да ли је храна суштински еквивалентна негенетски модификованим производима за које се већ сматра да су погодни за људску исхрану. Нису документовани извештаји о лошим ефектима генетски модификоване хране у људској популацији.
Постоји научни консензус да тренутно доступна храна добијена од ГМ усева не представља већи ризик по људско здравље од конвенционалне хране, али да свака ГМ храна мора бити тестирана од случаја до случаја пре увођења. Без обзира на то, много је мање вероватно да ће грађани него научници сматрати ГМ храну безбедном, Правни и регулаторни статус ГМ хране варира од земље до земље, а неке нације их забрањују или ограничавају. и други који их дозвољавају са веома различитим степеном регулације.

## Јавна перцепција
Забринутост потрошача о квалитету хране први пут је постала истакнута много пре појаве ГМ хране 1990-их. Роман Уптона Синклера „Џунгла“ довео је до Закона о чистој храни и лековима 1906. године, првог великог америчког закона на ту тему. Ово је започело трајну забринутост око чистоће и касније „природности“ хране која је еволуирала из једног фокуса на побољшавање  до укључивања других на додане састојке као што су конзерванси, ароме и заслађивачи, остаци као што су пестициди, пораст органске хране као категорије и, коначно, забринутост око ГМ хране. Неки потрошачи, укључујући многе у САД, почели су да виде ГМ храну као „неприродну“, са разним негативним асоцијацијама и страховима (ефекат хало ефекта).
Специфичне перцепције укључују виђење генетског инжењеринга као мешања у природно еволуиране биолошке процесе, и оно да наука има ограничења у схватању потенцијалних негативних последица. Супротна перцепција је да је генетски инжењеринг сам по себи еволуција традиционалног селективног узгоја, и да тежина тренутних доказа сугерише да је тренутна ГМ храна идентична конвенционалној храни по нутритивној вредности и ефектима на здравље.
Истраживања показују широко распрострањену забринутост међу потрошачима да је једење генетски модификоване хране штетно, да је биотехнологија ризична, да је потребно више информација и да потрошачима треба контрола да ли да преузму такве ризике. Опширан осећај да се друштвене и технолошке промене убрзавају и да људи не могу да утичу на овај контекст промена, постаје фокусиран када такве промене утичу на храну. Лидери у подстицању перцепције јавности о штетности такве хране у медијима су Џефри М. Смит, др Оз, Опра и Бил Махер; организације укључујући Удружење органских потрошача и Уније забринутих научника.
У Сједињеним Америчким Државама подршка, или опозиција или скептицизам према ГМО храни није подељен традиционалним страначким (либералним/конзервативним) линијама, али је већа вероватноћа да ће млади имати негативна мишљења о генетски модификованој храни него старији.
Верске групе су изразиле забринутост око тога да ли ће генетски модификована храна остати кошер или халал. Године 2001., православни рабини или муслимански лидери нису означили такву храну као неприхватљиву.
Писац о храни Мајкл Полан не противи се једењу генетски модификоване хране, али подржава обавезно обележавање ГМ хране и критиковао је интензивну пољопривреду коју омогућавају одређени ГМ усеви, као што су кукуруз и соја, толерантни на глифосат. Такође је изразио забринутост због биотехнолошких компанија које држе интелектуалну својину хране од које људи зависе, као и због ефеката растуће корпоративизације пољопривреде великих размера. Да би решио ове проблеме, Полан је изнео идеју о отвореном извору ГМ хране. Идеју су од тада у различитом степену усвојиле компаније попут Сингента, а промовишу је организације као што је Фондација Нове Америке.

### Рецензије и анкете
Чланак из ЕМБО Репортс-а из 2003. извештава да је пројекат Перцепције јавности о пољопривредним биотехнологијама у Европи открио да јавност не прихвата нити одбацује ГМО. Уместо тога, овај пројекат је открио да јавност има „кључна питања“ о ГМО: „Зашто су нам потребни ГМО? Ко има користи од њихове употребе? Ко је одлучио да их треба развијати и како? Зашто нисмо били боље информисани о њиховој употреби у нашој храни, пре њиховог доласка на тржиште? Зашто нам није дат ефикасан избор да ли да купимо ове производе? Да ли су потенцијалне дугорочне и неповратне последице озбиљно процењене и од стране кога? Да ли регулаторни органи имају довољно овлашћења да ефикасно регулишу велике компаније? Ко жели да развија ове производе? Да ли се контроле које намећу регулаторни органи могу ефикасно применити? Ко ће бити одговоран у случајевима непредвиђене штете?" Пројекат је такође открио да научна сазнања јавности не контролишу јавно мњење, будући да су научне чињенице не одговарају на ова питања. Такође је открио да јавност не захтева „нулти ризик“ у дискусијама о ГМ храни и да је „савршено свесна да су њихови животи пуни ризика које треба уравнотежити једни против других и потенцијалних користи. Уместо нултог ризика, оно што они захтевана је реалнија процена ризика од стране регулаторних органа и произвођача ГМО.“
Једно од резултата истраживања у САД између 2001. и 2006. године показало је да је знање Американаца о ГМ храни и животињама било ниско током читавог периода. Протести током овог периода против Moнстано ГМ парадајза погрешно су га описали као да садржи рибље гене, мешајући га са експерименталним трансгеним организмом рибљег парадајза, који никада није комерцијализован.
Истраживање из 2007. године које је спровео Food Standards Australia New Zealand открило је да је у Аустралији, где је обележавање обавезно, 27% Аустралијанаца проверавало етикете производа да би видело да ли су ГМ састојци присутни када су првобитно куповали храну.
Прегледни чланак о европским анкетама потрошача из 2009. године закључује да се противљење ГМО у Европи постепено смањује и да око 80% испитаника није „активно избегавало ГМ производе приликом куповине“. Истраживање „Еуробарометра“ из 2010. године, које процењује ставове јавности о биотехнологији и науци о животу, показало је да цисгени, ГМ усеви направљени од биљака које се могу укрстити конвенционалним узгојем, изазивају мању реакцију од трансгених метода, користећи гене врста које се таксономски веома разликују. Истраживање Еуроброметра из 2019. показало је да већина Европљана не мари за ГМО када тема није експлицитно представљена, а када је представљена само 27% их бира као забринутост. За само девет година од идентичног истраживања 2010. године, ниво забринутости се преполовио у 28 држава чланица ЕУ. Забринутост око специфичних тема је још више смањена, на пример уређивање генома само по себи се тиче само 4%.
Једно од истраживања из 2010. показало је да је 34% потрошача у САД било веома или изузетно забринуто за ГМ храну, што је смањење од 3% у односу на 2008. годину. Иста анкета је открила родне разлике: 10% мушкараца је било изузетно забринуто, у поређењу са 16% жена, а 16% жена није било забринуто, у поређењу са 27% мушкараца.
Анкета Њујорк Тајмса-а из 2013. године показала је да 93% Американаца жели етикетирање ГМ хране.
Што се тиче питања „Да ли је ГМО храна безбедна за јело?“, јаз између мишљења јавности и мишљења научника Америчког удружења за унапређење науке је веома велик, јер 88% научника каже ,,да", за разлику од 37 % опште јавности.

### Кампање и протести за односе с јавношћу
У мају 2012, група под називом „Таke the Flour Back“ протестовала је против планова групе из експерименталне станице Ротхамстед, са седиштем у Харпендену, у Хертфордширу, у Енглеској, да спроведе експериментално испитивање пшенице генетски модификоване да одбије лисне уши. Истраживачи, предвођени Џоном Пикетом, написали су писмо групи почетком маја 2012, тражећи од њих да одустану од протеста за 27. мај 2012. године. Чланица групе Луси Харап рекла је да је група забринута због ширења усева у природу и навела примере исхода у Сједињеним Државама и Канади. Истраживање Ротхамстед и Sense about Science водили су седнице питања и одговора о таквом потенцијалу.
Марш против Монсанта је међународни покрет и протест против Монсанто корпорације, произвођача генетски модификованих организама (ГМО) и Раундапа, хербицида на бази глифосата.
Први марш је одржан 25. маја 2013. Број демонстраната који је учествовао је неизвестан; цифре варирају од „стотина хиљада“ до „два милиона“. Догађаји су се одиграли у између 330 и 436 градова широм света, углавном у Сједињеним Америчким Државама. Многи протести су се десили у јужној Калифорнији, а неки учесници су носили знаке подршке обавезном обележавању ГМО на којима је писало „Означите ГМО, наше је право да знамо“ и „Права храна за праве људе“.  Даљи маршеви су се десили у октобру 2013. и у мају 2014. и 2015. О протестима су извештавале новинске куће укључујући ABC News, Associated Press, The Washington Post, Los Angeles Times,  и CNN (у Сједињеним Америчким Државама).
Монсанто је рекао да поштује права људи да изразе своје мишљење о овој теми, али је остао при ставу да је његово семе унапредило пољопривреду помажући пољопривредницима да производе више од своје земље, истовремено чувајући ресурсе, као што су вода и енергија. Компанија је поновила да је генетски модификована храна безбедна и да је побољшала приносе усева. Слично мишљење је изразило Удружење за побољшање усева Хаваја, чији је Монсанто члан.[
У јулу 2013. године, пољопривредна биотехнолошка индустрија покренула је иницијативу за транспарентност ГМО под називом ГМО Одговори како би одговорила на питања потрошача о ГМ храни у снабдевању храном у САД. Ресурси ГМО Одговора укључивали су конвенционалне и органске фармере, стручњаке за агробизнис, научнике, академике, докторе медицине и нутриционисте, и „експерте из компанија“ из оснивача Савета за информације о биотехнологији, који финансира иницијативу.
У октобру 2013, група под називом Европска мрежа научника за друштвену и еколошку одговорност (ЕНССЕР) објавила је саопштење у којем се тврди да не постоји научни консензус о безбедности ГМО, које је потписало око 200 научника из различитих области. Дана 25. јануара 2015, њихова изјава је званично објављена као бела књига од стране Науке о животној заједници Европе:

#### Директна акција
Front oslobođenja zemlje (енгл. Earth Liberation Front; скраћено ELF), Greenpeace и други су пореметили истраживање ГМО широм света. У Великој Британији и другим европским земљама, од 2014. демонстранти су уништили 80 експеримената усева које су спровели академски или владини истраживачки институти. У појединим случајевима вршене су претње и насиље над људима или имовином. Активисти су 1999. године  спалили биотехнолошку лабораторију Мичигенског државног универзитета, уништивши резултате вишегодишњег рада и имовину вредну 400.000 долара.
Године 1987. сој без леда P. syringae  постао је први генетски модификовани организам (ГМО) који је пуштен у животну средину када је поље јагода у Калифорнији попрскано бактеријама. Уследило је прскање усева расада кромпира. Биљке на оба тестна поља су ишчупане из корена од стране активистичких група, али су следећег дана поново засађене.
Гринпис је 2011. платио репарације када су његови чланови провалили у просторије аустралијске научноистраживачке организације CSIRO и уништили генетски модификовану парцелу пшенице. Починиоци су осуђени на условне казне од 9 месеци.
Године 2013, 8. августа демонстранти су ишчупали експерименталну парцелу са златним пиринчем на Филипинима. Златни пиринач је дизајниран да спречи недостатак витамина А који, према Хелен Келлер Интернационал, ослепи или убије стотине хиљада деце годишње у земљама у развоју.

### Одговор на анти-ГМО расположење
У 2017. објављена су два документарна филма (Food Evolution и Science Moms) који су се супротставили растућем анти-ГМО расположењу у јавности. Према режисеру, филм се „фокусира на пружање контра-приче засноване на науци и доказима, приче о родитељству заснованом на псеудонауци који се појавио последњих година“.
158 добитника Нобелове награде за науку потписало је отворено писмо 2016. у знак подршке генетски модификованој пољопривреди и позвало Гринпис да прекине своју антинаучну кампању, посебно против златног пиринча.

### Теорија завере
Постоје различите теорије завере везане за производњу и продају генетски модификованих усева и генетски модификоване хране које су идентификовали неки коментатори као што је Мајкл Шермер. Уопштено говорећи, ове теорије завере претпостављају да се ГМО свесно и злонамерно уводе у снабдевање храном или као средство за неоправдано обогаћивање агробизниса или као средство за тровање или пацификацију становништва.
Рад који је настојао да истражи перцепцију ризика од ГМО у Турској идентификовао је уверење међу конзервативним политичким и религиозним личностима које су се противиле ГМО, да је ГМО „завера јеврејских мултинационалних компанија и Израела за светску доминацију.“  Поред тога, летонска студија је показала да део становништва верује да су ГМО део веће теорије завере за тровање становништва земље.

## Тужбе

### Фондација о економским трендовима против Хеклера
Године 1983. еколошке групе и демонстранти одложили су теренска тестирања генетски модификованог соја Р.

### Савез за био-интегритет против Шалале
У овом случају, тужилац се залагао како за обавезно обележавање на основу потражње потрошача, тако и за то да ГМО храна треба да буде подвргнута истим захтевима за испитивање као и адитиви у храни јер су „материјално промењени“ и потенцијално неидентификовани здравствени ризици.Тужилац је такође навео да ФДА није следила Закон о управним поступцима у формулисању и ширењу своје политике о ГМО. Савезни окружни суд је одбацио све те аргументе и утврдио да одлука ФДА да су ГМО генерално признати као безбедни није била ни произвољна ни хировита. Суд је одао поштовање према процесу ФДА по свим питањима, остављајући будућим тужиоцима мало правног средства за оспоравање политике ФДА о ГМО.

### DiamondпротивChakrabarty
Предмет Diamond против Chakrabarty био је на питању да ли се ГМО могу патентирати.
Дана 16. јуна 1980. године, Врховни суд је у подељеној одлуци 5 од 4 закључио да је „живи микроорганизам створен од човека предмет патентирања“ у смислу закона о патентима САД.

## Научно издаваштво
Научно објављивање о безбедности и ефектима ГМ хране је контроверзно.

### Btкукуруз
Један од првих инцидената догодио се 1999. године, када је Nature објавио рад о потенцијалним токсичним ефектима Bt кукуруза на лептире. Лист је изазвао узбуну и демонстрације, међутим до 2001. године вишеструке накнадне студије су закључиле да „најчешћи типови полена  Bt кукуруза нису токсични за ларве монарха у концентрацијама на које би инсекти наишли на пољима“ и да су имали „ привео крају то конкретно питање".
Забринути научници почели су да извиђају научном литературом и оштро реагују, јавно и приватно, да озлоглашавају закључке које сматрају погрешним како би спречили неоправдано негодовање јавности и регулаторне мере. У чланку Scientific American из 2013. наводи се да је „мала мањина“ биолога објавила забринутост у вези са ГМ храном и наводи да их научници који подржавају употребу ГМО у производњи хране често претерано одбацују.

### Рестриктивни уговори са крајним корисницима
Пре 2010. године, научници који су желели да спроведу истраживања о комерцијалним ГМ биљкама или семенима нису били у могућности да то ураде због рестриктивних споразума са крајњим корисницима. Elson Shields са Универзитета Корнел био је портпарол једне групе научника који су се противили таквим ограничењима. Група је 2009. године поднела изјаву Агенцији за заштиту животне средине Сједињених Држава (EPA) у којој протестује да „као резултат рестриктивног приступа, не може се легално спровести истински независно истраживање о многим критичним питањима у вези са технологијом“.
Уводник Scientific American из 2009. цитира научника који је рекао да је неколико студија, које су првобитно одобриле компаније за семе, блокирано за објављивање када су дале „неласкаве“ резултате. Иако су подржавали заштиту права интелектуалне својине, уредници су позвали на укидање ограничења и да ЕРА захтева, као услов за одобрење, да независни истраживачи имају несметан приступ генетски модификованим производима за истраживање.
У децембру 2009, Америчко удружење за трговину семеном пристало је да „дозволи јавним истраживачима већу слободу да проучавају ефекте ГМ усева за храну. Компаније су потписале опште споразуме који дозвољавају таква истраживања. Овај споразум је многе научнике оставио оптимистичким у погледу будућности; други научници и даље изражавају забринутост да ли овај споразум има способност да „измени оно што је било истраживачко окружење препуно сметњи и сумњи“. Monsanto је раније имао истраживачке уговоре (тј. лиценце за академско истраживање) са отприлике 100 универзитета који су универзитетским научницима омогућавали да спроводе истраживања о својим ГМ производима без надзора.

### Reviews
Анализа из 2011. коју су урадили Diels et al, прегледала је 94 рецензиране студије које се односе на безбедност ГМО како би се проценило да ли су сукоби интереса у узајамном односу са исходима који ГМО стављају у повољно светло. Открили су да финансијски сукоб интереса није повезан са исходом студије (p = 0,631), док је припадност аутора индустрији (тј. професионални сукоб интереса) била снажно повезана са исходом студије (p < 0,001).[129] . Од 94 студије које су анализиране, 52% није пријавило финансирање. 10% студија је категорисано као „неутврђено“ у погледу професионалног сукоба интереса. Од 43 студије са финансијским или професионалним сукобом интереса, 28 студија су биле студије композиције. Према Марку Бразоу (Marc Brazeau), веза између професионалног сукоба интереса и позитивних исхода студија може бити искривљена јер компаније обично склапају уговоре са независним истраживачима да изводе накнадне студије тек након што интерно истраживање открије повољне резултате.  In-house истраживања која откривају негативне или неповољне резултате за нови ГМО се генерално не настављају даље.
Преглед из 2013. године 1.783 рада о генетски модификованим усевима и храни објављених између 2002. и 2012. године није пронашао уверљиве доказе о опасностима од употребе ГМ усева који су тада били на тржишту.
У прегледу из 2014. Zdziarski et al. испитао 21 објављену студију хистопатологије ГИ тракта пацова који су храњени храном добијеном од ГМ усева и идентификовао неке системске недостатке у овој области научне литературе. Већина студија је спроведена годинама након одобрења усева за људску исхрану. Радови су често били непрецизни у својим описима хистолошких резултата и одабиру крајњих тачака студије, и недостајали су неопходни детаљи о методама и резултатима. Аутори су позвали на развој бољих смерница за проучавање за одређивање дугорочне безбедности конзумирања ГМ хране.
Студија америчке Националне академије наука, инжењерства и медицине из 2016. закључила је да је ГМ храна безбедна за људску исхрану и да нису могли да пронађу убедљиве доказе да штети животној средини или дивљим животињама. Они су анализирали преко 1.000 студија у претходних 30 година да су ГМ усеви били доступни, прегледали 700 писмених презентација које су поднела заинтересована тела и саслушали 80 сведока. Они су закључили да су ГМ усеви дали фармерима економске предности, али нису нашли доказе да су ГМ усеви повећали приносе. Они су такође приметили да отпорност корова на ГМ усеве може да изазове велике пољопривредне проблеме, али да се то може решити бољим пољопривредним процедурама.

### Наводна манипулација подацима
Истраживање Универзитета у Напуљу показало је да су слике у осам радова о животињама намерно измењене и/или злоупотребљене. Вођа истраживачке групе Federico Infascelli одбацио је ту тврдњу. Истраживање је показало да козе које су храњене ГМ сојином сачмом излучују фрагменте страног гена у своје млеко. У децембру 2015. један од радова је повучен због „самоплагијата“, иако је часопис навео да су резултати остали валидни. Други документ је повучен у марту 2016. након што је Универзитет у Напуљу закључио да се „више хетерогености вероватно може приписати дигиталној манипулацији, што је изазвало озбиљне сумње у поузданост налаза“

## Здравље
Постоји научни консензус да тренутно доступна храна добијена од ГМ усева не представља већи ризик по људско здравље од конвенционалне хране, али да свака ГМ храна мора бити тестирана од случаја до случаја пре увођења. Без обзира на то, много је мање вероватно да ће чланови јавности да виде ГМ храну као безбедну, у односу на научнике. Правни и регулаторни статус ГМ хране варира од земље до земље, при чему их неке нације забрањују или ограничавају, а друге их дозвољавају уз веома различите степене регулативе.
Пројекат ENTRANSFOOD је била група научника коју финансира Европска комисија и која је овлашћена да успостави истраживачки програм за решавање забринутости јавности о безбедности и вредности пољопривредне биотехнологије. Закључено је да „комбинација постојећих метода испитивања пружа добар режим тестирања за процену безбедности ГМ усева.“ Генерални директорат Европске комисије за истраживање и иновације, 2010. године, известио је да „Главни закључак који треба извући из напора више од 130 истраживачких пројеката, који покривају период од више од 25 година укључивања више од 500 независних истраживачких група, јесте да биотехнологија, а посебно ГМО, нису сами по себи ризичнији од, на пример, конвенционалних технологија узгајања биљака.“
Консензус међу научницима и регулаторима указао је на потребу за побољшаним технологијама и протоколима тестирања. Трансгени и цисгени организми се третирају слично када се процењују. Међутим, 2012. године ГМО панел Европске агенције за безбедност хране рекао је да би „нове опасности“ могле бити повезане са трансгеним сојевима. У прегледу из 2016. године, Доминго је закључио да су студије последњих година утврдиле да се ГМ соја, пиринач, кукуруз и пшеница не разликују од одговарајућих конвенционалних усева у погледу краткорочних ефеката на људско здравље, али је препоручио да даље студије дуготрајних временских ефеката буду спроведене.

### Суштинска еквивалентност
Већина конвенционалних пољопривредних производа су производи генетске манипулације путем традиционалног укрштања и хибридизације.
Владе управљају маркетингом и пуштањем у промет ГМ хране од случаја до случаја. Земље се разликују по својим проценама ризика и прописима. Усеви који нису намењени као храна се генерално не прегледају за сигурност хране. ГМ храна није тестирана на људима пре стављања у промет јер није јединствена хемикалија, нити је намењена за унос у одређеним дозама или интервалима, што компликује дизајн клиничких студија. Регулатори испитују генетску модификацију, сродне протеинске производе и све промене које ти протеини праве у храни.
Регулатори проверавају да ли је ГМ храна „суштински еквивалентна“ својим конвенционалним панданима, како би открили било какве негативне нежељене последице. Нови протеини који се разликују од конвенционалних протеина хране или аномалије које се јављају у поређењу суштинске еквиваленције захтевају даљу токсиколошку анализу.
Године 1999, Andrew Chesson из  упозорио је да би тестови суштинске еквивалентности „могли бити погрешни у неким случајевима“ и да би тренутни сигурносни тестови могли дозволити штетним супстанцама да уђу у храну за људе. Исте године Millstone, Brunner и Mayer су тврдили да је стандард био псеудонаучни производ политике и лобирања који је створен да увери потрошаче и помогне биотехнолошким компанијама да смање време и трошкове тестирања безбедности. Они су сугерисали да ГМ храна има опширна биолошка, токсиколошка и имунолошка испитивања и да треба напустити суштинску еквивалентност. Овај коментар је критикован због погрешног представљања историје, због искривљавања постојећих података и лоше логике. Kuiper је тврдио да је превише поједноставио процене безбедности и да тестирање еквиваленције укључује више од хемијских тестова, можда укључујући и тестирање токсичности. Keler и Lappe су подржали законодавство Конгреса да се суштински стандард еквиваленције замени безбедносним студијама. У прегледу из 2016. Доминго је критиковао употребу концепта „суштинске еквиваленције“ као мере безбедности ГМ усева.
Kuiper је додатно испитао овај процес 2002. године, откривши да суштинска еквиваленција не мери апсолутне ризике, већ уместо тога идентификује разлике између нових и постојећих производа. Он је тврдио да је исправна карактеризација разлика почетна тачка за процену безбедности и да је „концепт суштинске еквиваленције адекватан алат за идентификацију безбедносних питања у вези са генетски модификованим производима који имају традиционални пандан“. Kuiper је приметио практичне потешкоће у примени овог стандарда, укључујући и чињеницу да традиционална храна садржи много токсичних или канцерогених хемикалија и да за постојеће исхране никада није доказано да су безбедне. Овај недостатак знања о конвенционалној храни значи да се модификована храна може разликовати у антинутријентима и природним токсинима који никада нису идентификовани у оригиналној биљци, што може да дозволи да се пропусте штетне промене. Заузврат, позитивне модификације такође могу бити пропуштене. На пример, кукуруз оштећен од инсеката често садржи високе нивое фумонизина, канцерогених токсина које стварају гљиве које путују по леђима инсеката и расту у ранама оштећеног кукуруза. Студије показују да већина Бт кукуруза има ниже нивое фумонизина од конвенционалног кукуруза оштећеног инсектима. Радионице и консултације, које су организовали СЗО и друге организације, радиле су на прикупљању података и развијању бољег разумевања конвенционалне хране за коришћење у процени ГМ хране.
У прегледу из 2013. године, Herman и Price су тврдили да је трансгенеза мање ометајућа од традиционалних техника узгоја јер ове друге рутински укључују више промена (мутације, брисања, уметања и преуређивања) него релативно ограничене промене (често појединачни ген) у генетском инжењерингу. FDA је открила да су свих 148 трансгених догађаја за које су проценили да су суштински еквивалентни њиховим конвенционалним панданима, као и јапански регулатори за 189 поднесака укључујући производе комбинованих особина. Ову еквиваленцију је потврдило више од 80 рецензираних публикација. Према томе, аутори тврде, студије композиционе еквиваленције које су јединствено потребне за ГМ усјеве хране можда више нису оправдане, на основу научне несигурности.

### Алергеност
Добро познати ризик од генетске модификације је увођење алергена. Тестирање алергена је рутинско за производе намењене храни, а полагање тих тестова је део регулаторних захтева. Организације као што су Европска зелена партија наглашавају овај ризик. У прегледу резултата тестирања алергена из 2005. године наведено је да „није документовано да биотехнолошки протеини у храни изазивају алергијске реакције“. Регулаторни органи захтевају да се нова модификована храна тестира на алергеност пре него што се стави на тржиште.
Заговорници ГМО-а напомињу да је због захтева за испитивање безбедности ризик од увођења биљне сорте са новим алергеном или токсином много мањи него код традиционалних процеса оплемењивања, који не захтевају таква испитивања. Генетски инжењеринг може имати мањи утицај на експресију генома или на нивое протеина и метаболита него конвенционални узгој или (неусмерена) мутагенеза биљака. Токсиколози примећују да „конвенционална храна није без ризика; алергије се јављају код многих познатих, па чак и нових конвенционалних намирница. На пример, воће кивија је уведено на тржиште САД и Европе 1960-их година без познатих алергија код људи; међутим, данас има људи алергичних на ово воће."
Генетска модификација се такође може користити за уклањање алергена из хране, потенцијално смањујући ризик од алергија на храну. Хипоалергена врста соје је тестирана 2003. године и показало се да недостаје главни алерген који се налази у пасуљу. Сличан приступ је испробан код љуља, који производи полен који је главни узрочник поленске грознице: овде је произведена плодна ГМ трава којој је недостајао главни поленски алерген, што показује да је могућа и хипоалергена трава.
Компаније које су их развиле зауставиле су развој генетски модификованих производа за које је утврђено да изазивају алергијске реакције пре него што су стављени на тржиште. Почетком 1990-их, Pioneer Hi-Bred је покушао да побољша нутритивни садржај соје намењене за сточну храну додавањем гена из бразилског ораха. Пошто су знали да људи имају алергије на орашасте плодове, спровели су ин витро тестове алергије на кожу. Тестови су показали да је трансгена соја алергена. Па је стога прекинуо даљи развој. Године 2005. показало се да пољски грашак отпоран на штеточине, који је развила Организација за научна и индустријска истраживања Аустралијског Комонвелта за употребу као пашњак, изазива алергијску реакцију код мишева. Рад на овој сорти је одмах заустављен. Ови случајеви су коришћени као доказ да генетска модификација може да изазове неочекиване и опасне промене у храни, и као доказ да безбедносни тестови ефикасно штите снабдевање храном.
Током StarLink-овог опозива кукуруза 2000. године, у америчким супермаркетима и ресторанима пронађени су различити ГМ кукурузи који садрже (Бт) протеин Cry9C. Такође је пронађен у Јапану и Јужној Кореји. StarLink кукуруз је био одобрен само за сточну храну пошто Cry9C протеин траје дуже у дигестивном систему од других Бт протеина, што изазива забринутост због његове потенцијалне алергености. Године 2000. откривено је да су производи бренда ТacoBell, продавани у супермаркетима, садржали StarLink, што је резултирало опозивом тих производа и на крају је довело до повлачења преко 300 производа. Продаја StarLink семена је прекинута, а Авентис је у октобру 2000. добровољно повукао регистрацију за Старлинк сорте. Утврђено је да је помоћ коју су Уједињене нације и Сједињене Државе послале централноафричким државама контаминирана кукурузом StarLink и помоћ је одбијена. Залихе кукуруза у САД су праћене за StarLink Бт протеине од 2001. године и од 2004. нису пронађени позитивни узорци. Током опозива, Центри за контролу болести Сједињених Држава проценили су извештаје о алергијским реакцијама на StarLink кукуруз и утврдили да није било алергијских реакција на кукуруз.

### Хоризонтални трансфер гена
Хоризонтални трансфер гена је кретање гена из једног организма у други на начин различит од репродукције.
Ризик хоризонталног трансфера гена између ГМО биљака и животиња је веома низак и у већини случајева се очекује да ће бити нижи од основних стопа. Две студије о могућим ефектима храњења животиња генетски модификованом храном нису пронашле остатке рекомбинантне ДНК или нових протеина у узорцима било ког органа или ткива. Студије су откриле ДНК вируса М13 и Зелено флуоресцентни протеин у крви и ткиву животиња,  а 2012. године, један рад сугерисао је да се специфични микроРНК из пиринча може наћи у веома малим количинама код људи и животињских серума. Друге студије, међутим, нису пронашле никакав или занемарљив трансфер биљних микроРНК у крви људи или било ког од три моделна организма.
Друга забринутост је да би ген отпорности на антибиотике који се обично користи као генетски маркер у трансгеним усевима могао да се пренесе на штетне бактерије, стварајући отпорне супербактерије. Студија из 2004. године која је укључивала људе добровољце испитала је да ли ће се трансген из модификоване соје пренети на бактерије које живе у људском цреву. Од 2012. године то је била једина студија храњења људи која је спроведена са ГМ храном. Трансген је откривен код три добровољца из групе од седам којима је претходно из медицинских разлога уклоњено дебело црево. Како се овај трансфер гена није повећао након конзумирања модификоване соје, истраживачи су закључили да до трансфера гена није дошло. Код добровољаца са нетакнутим дигестивним трактом, трансген није преживео. Гени отпорности на антибиотике који се користе у генетском инжењерингу природно се налазе у многим патогенима, а антибиотици на које ови гени дају отпорност нису широко прописани.

### Проучавања о храњењу животиња
Прегледи студија о исхрани животиња углавном нису открили никакве ефекте. Прегледом из 2014. утврђено је да је учинак животиња храњених ГМ храном био сличан онима које су храњене „изогеним не-ГМ линијама усева“. Прегледом 2012. 12 дугорочних студија и 12 вишегенерацијских студија које су спровеле јавне истраживачке лабораторије закључено је да ниједна није открила било какве безбедносне проблеме повезане са конзумирањем ГМ хране. Преглед из 2009. године открио је да иако је већина студија закључила да се модификована храна не разликује у исхрани нити изазива токсичне ефекте код животиња, неке су пријавиле штетне промене на ћелијском нивоу узроковане специфичном модификованом храном. Преглед је закључио да је „потребно више научних напора и истраживања како би се осигурало да конзумација ГМ хране вероватно неће изазвати било који облик здравственог проблема“. Ревизија из 2009. године закључила је да „резултати већине студија са ГМ храном указују на то да она могу изазвати неке уобичајене токсичне ефекте код јетре, панкреаса, бубрега и могу променити хематолошке, биохемијске и имунолошке параметре“. Реакције на ову рецензију 2009. и 2010. примећују да су се концентрисали на чланке са пристрасношћу против модификација који су оповргнути у рецензираним чланцима на другим местима. Флачовски је у прегледу из 2005. закључио да је храна са модификацијом једног гена слична у исхрани и безбедности немодификованој храни, али је приметио да би храну са вишеструким модификацијама гена било теже тестирати и да ће захтевати даље студије на животињама.

### Истраживања на људима
Док су неке групе и појединци позвали на више тестирања ГМ хране на људима, бројне препреке компликују такве студије. Генерална рачуноводствена канцеларија (у прегледу процедура ФДА које је захтевао Конгрес САД-а) и радна група организација за храну и пољопривреду и Светске здравствене организације рекли су да дугорочне студије о ефектима ГМ хране на људима нису изводљиве. Разлози су укључивали недостатак веродостојне хипотезе за тестирање, недостатак знања о потенцијалним дугорочним ефектима конвенционалне хране, варијабилност у начину на који људи реагују на храну и мало је вероватно да ће епидемиолошке студије разликовати модификовану од конвенционалне хране, која долази са  сопственим скупом нездравих карактеристика.
Поред тога, етички проблеми воде истраживање људских субјеката. Они налажу да свака тестирана интервенција мора имати потенцијалну корист за људе, као што је лечење болести или нутритивна корист (искључујући, на пример, испитивање токсичности код људи). Кимбер је тврдила да су „етичка и техничка ограничења извођења испитивања на људима, као и неопходност да се то ради, тема која захтева значајну пажњу.“  Храна са нутритивним предностима може избећи овај приговор. На пример, ГМ пиринач је тестиран на нутритивне предности, односно повећање нивоа витамина А.

### Контроверзне студије
Пусзтаи афеpa
Арпад Пусзтаи је 1999. објавио први рецензирани рад у којем је пронашао негативне ефекте конзумације ГМ хране. Пусзтаи је хранио пацове кромпиром трансформисаним геном Галантхус нивалис аглутинин (ГНА) из биљке Галантхус (сновдроп), омогућавајући кртолу да синтетише ГНА протеин. Док су неке компаније разматрале узгој ГМ усева који изражавају лектин, ГНА је био мало вероватан кандидат. Лектин је токсичан, посебно за епител црева. Пусзтаи је пријавио значајне разлике у дебљини епитела црева, али не и разлике у расту или функцији имуног система.

#### Бт кукуруз
Студија из 2011. била је прва која је проценила везу између изложености мајке и фетуса Бт токсину произведеном у ГМ кукурузу и одредила нивое изложености пестицидима и њиховим метаболитима. Извештај је известио о присуству пестицида повезаних са модификованом храном код жена и фетуса трудница. Лист и сродни медијски извештаји су критиковани због прецењивања резултата. Фоод Стандардс Аустралиа Нoви Зеаланд (ФСАНЗ) је објавио директан одговор, рекавши да прикладност ЕЛИСА методе за откривање Цри1Аб протеина није потврђена и да ниједан доказ није показао да је ГМ храна извор протеина. Организација је такође сугерисала да је, чак и да је откривен протеин, његов извор вероватније била конвенционална или органска храна.

#### Сералини афера
Године 2007., 2009. и 2011. Гиллес-Ериц Сералини је објавио студије поновне анализе које су користиле податке из Монсантових експеримената храњења пацова за три модификоване сорте кукуруза (отпорне на инсекте МОН 863 и МОН 810 и отпорне на глифосат НК603). Он је закључио да подаци показују оштећење јетре, бубрега и срца.Европска агенција за безбедност хране (ЕФСА) је тада закључила да су све разлике унутар нормалног опсега. ЕФСА је такође навела да је Сералинијева статистика била погрешна. Закључке ЕФСА-е подржали су ФСАНЗ,  панел стручних токсиколога  и Научни комитет Високог савета за биотехнологију Француске (ХЦБ).

## Животна средина
Генетски модификовани усеви се саде на пољима слично као и обични усеви. Тамо они директно ступају у интеракцију са организмима који се хране усевима и индиректно са другим организмима у ланцу исхране. Полен из биљака се дистрибуира у околини као и код било које друге културе. Оваква дистрибуција је довела до забринутости због утицаја ГМ усева на животну средину. Потенцијални ефекти укључују проток гена/генетско загађење, отпорност на пестициде и емисије гасова стаклене баште.

### Нециљани организми
Главна употреба ГМ усева је у контроли инсеката кроз експресију гена  cry (crystal delta-endotoxins) и Vip (vegetative insecticidal proteins) из  Bacillus thuringiensis (Бт). Такви токсини могу да утичу на друге инсекте, поред циљаних штеточина, као што је европски кукурузни мољац. Бт протеини се користе као органски спрејеви за контролу инсеката у Француској од 1938. и САД-у од 1958. године, без пријављених штетних ефеката. Cry протеини селективно циљају на Лепидоптеране (мољце и лептире). Као токсични механизам, cry протеини се везују за специфичне рецепторе на мембранама ћелија средњег црева (епитела), што доводи до њиховог пуцања. Било који организам коме недостају одговарајући рецептори у цревима није под утицајем цри протеина, па стога на њега не утиче Бт. Регулаторне агенције процењују потенцијал трансгених биљака да утичу на нециљане организме пре него што одобре њихово комерцијално пуштање.
Године 1999. један рад је навео да би, у лабораторијском окружењу, полен Бт кукуруза напршен на млечику могао да нашкоди лептиру монарх. Заједничка истраживачка вежба током наредне две године од стране неколико група научника у САД-у и Канади проучавала је ефекте Бт полена и на терену и у лабораторији. Студија је резултирала проценом ризика у којој се закључује да је сваки ризик који представља за популацију лептира занемарљив. Преглед научне литературе из 2002. закључио је да „комерцијално узгајање великих размера садашњих хибрида Бт-кукуруса није представљало значајан ризик за популацију монарха“ и приметио да је упркос великој садњи генетски модификованих усева, популација лептира била расла. Међутим, хербицид глифосат, који се користи за узгој, ГМО убија млечику, једини извор хране за лептире монарха, а до 2015. године око 90% америчке популације је опало.

### Биодиверзитет
Генетски диверзитет усева може да се смањи услед развоја супериорних ГМ сојева који истискују друге са тржишта. Индиректни ефекти могу утицати на друге организме. У мери у којој агрохемикалије утичу на биодиверзитет, модификације које повећавају њихову употребу, било зато што их захтевају успешни сојеви или зато што ће пратећи развој отпорности захтевати повећане количине хемикалија да би се надокнадила повећана отпорност циљних организама.
Студије које су упоређивале генетску разноликост памука откриле су да се у САД-у разноликост или повећала или остала иста, док је у Индији опала. Ова разлика је приписана већем броју модификованих сорти у САД-у у поређењу са Индијом. Преглед ефеката Бт усева на земљишне екосистеме открио је да генерално „изгледа да немају конзистентне, значајне и дугорочне ефекте на микробиоту и њихове активности у земљишту“.
Показало се да се разноликост и број популација корова смањују у испитивањима, на фармама у Уједињеном Краљевству и Данској, када се упореде усеви отпорни на хербициде са њиховим конвенционалним панданима. Испитивање у Великој Британији је сугерисало да би на разноликост птица могло негативно утицати смањење семена корова које је доступно за исхрану. Објављени подаци са фарме укључени у испитивања показали су да су птице које једу семе биле у већој количини на конвенционалном кукурузу након примене хербицида, али да није било значајних разлика у било ком другом усеву, или пре третмана хербицидом. Студија из 2012. открила је корелацију између смањења млечике на фармама које су узгајале усеве отпорне на глифосат и опадања популације одраслих лептира монарха у Мексику. The New York Times је известио да студија „покреће донекле радикалну идеју да би коров на фармама можда требало заштитити".
Студија из 2005. године, осмишљена да „симулира утицај директног прекомерног прскања на мочвару“ са четири различите агрохемикалије (карбарил (Севин), малатион, 2,4-дихлорофеноксисирћетна киселина и глифосат у формулацији Роундуп) стварањем вештачких екосистема у резервоарима а затим применом „сваке хемикалије у максимално препорученим количинама примене од стране произвођача“ откривено је да је „богатство врста смањено за 15% са Севином, 30% са малатионом и 22% са Роундупом, док 2,4-Д није имао ефекта“. Студију су користиле еколошке групе да тврде да употреба агрохемикалија узрокује ненамерну штету животној средини и биодиверзитету.

### Секундарне штеточине
Неколико студија је документовало пораст секундарних штеточина у року од неколико година од усвајања Бт памука. У Кини, главни проблем је био са миридима, који су у неким случајевима „потпуно еродирали све користи од узгоја Бт памука“. Студија из 2009. у Кини је закључила да повећање секундарних штеточина зависи од локалне температуре и услова падавина и да се догодило у половини проучаваних села. Повећање употребе инсектицида за контролу ових секундарних инсеката било је далеко мање од смањења укупне употребе инсектицида због усвајања Бт памука. Студија из 2011. заснована на анкети 1.000 насумично одабраних фармских домаћинстава у пет провинција у Кини открила је да је смањење употребе пестицида у сортама Бт памука значајно ниже од оног који је објављен у истраживању на другим местима: Налаз је у складу са хипотезом да je више прскања пестицида потребно, током времена, за сузбијање секундарних штеточина у настајању, као што су лисне уши, паукове гриње и бубе. Слични проблеми су пријављени у Индији, са брашнастим бубама и лисним ушима.

### Проток гена
Гени из ГМО могу прећи у други организам баш као и ендогени ген. Процес је познат као укрштање и може се десити у било којој новооплодној сорти усева. Још током 1990-их сматрало се да је ово мало вероватно и ретко, а ако би се и десило, лако се искорењивало. Сматрало се да то неће довести до додатних трошкова или ризика по животну средину – нису се очекивали никакви ефекти осим оних који су већ изазвани применом пестицида. Унесене особине потенцијално могу да пређу у суседне биљке исте или блиско сродне врсте кроз три различита типа тока гена: од усева до усева, од усева до корова и од усева до дивљег. У процесу од усева до усева, генетске информације са генетски модификованог усева се преносе на генетски немодификовани усев. Пренос са усева на коров се односи на пренос генетски модификованог материјала на коров, а са усева на дивљи означава трансфер са генетски модификованог усева на дивљу, неудомаћену биљку и/или усев. Постоји забринутост да би ширење гена са модификованих организама на немодификоване сроднике могло да произведе врсте корова отпорне на хербициде које би могле да контаминирају оближње генетски немодификоване усеве, или да поремете екосистем. Ово је првенствено забринутост ако трансгени организам има значајан капацитет преживљавања и може се повећати у учесталости и опстати у природним популацијама. Овај процес, у коме се гени преносе са ГМО на дивље сроднике, разликује се од развоја такозваних „суперкорова“ или „супербактерија“ које развијају отпорност на пестициде под природном селекцијом.
У већини земаља су потребне студије животне средине пре одобрења ГМО у комерцијалне сврхе, а план мониторинга мора бити представљен да би се идентификовали непредвиђени ефекти протока гена.
Године 2007., Министарство пољопривреде САД казнило је Scotts Miracle-Gro са 500.000 долара када је модификована ДНК из ГМ пузаве траве пронађена код рођака истог рода (Агростис), као и у аутохтоним травама до 21 км са тестних места, пуштена када је свеже покошена, ветром нанесена трава.
Студија из 2010. године показала је да око 83 процента тестиране дивље или коровске репице садржи генетски модификоване гене отпорности на хербициде. Према истраживачима, недостатак извештаја у Сједињеним Државама указује на то да су надзор и праћење били неадекватни. Извештај из 2010. године наводи да би појава корова отпорних на глифосат могла да доведе до тога да ГМ усеви изгубе своју ефикасност осим ако фармери не комбинују глифосат са другим стратегијама за сузбијање корова.

### Бекство модификованих усева
Бекство генетски модификованог семена у суседна поља и мешање пожњевених производа забрињава пољопривреднике који продају у земље које не дозвољавају увоз ГМО.
Научници на Тајланду су 1999. године тврдили да су открили неодобрену ГМ пшеницу отпорну на глифосат у пошиљци зрна, иако је узгајана само на пробним парцелама. Механизам за бекство није идентификован.
У мају 2013. године, неодобрена ГМ пшеница отпорна на глифосат (али која је била одобрена за људску исхрану) откривена је на фарми у Орегону у пољу које је било засађено озимом пшеницом. Ово откриће је угрозило извоз пшенице из САД који је износио 8,1 милијарду долара у 2012. години. Јапан, Јужна Кореја и Тајван су привремено обуставили откуп озиме пшенице као резултат открића. Од 30. августа 2013. године, док је извор модификоване пшенице остао непознат, Јапан, Јужна Кореја и Тајван су наставили са слањем поруџбина.

## Економија
Економска вредност ГМ хране за фармере је једна од њених главних предности, укључујући и земље у развоју. Студија из 2010. показала је да је Бт кукуруз донео економску корист од 6,9 милијарди долара у претходних 14 година у пет држава средњег запада. Највећи део (4,3 милијарде долара) припао је пољопривредницима који производе не-Бт кукуруз. Економисти пољопривреде су израчунали да је „светски вишак [повећан] за 240,3 милиона долара за 1996. Од овог укупног износа, највећи удео (59%) припао је америчким фармерима. Следећи највећи удео припало је семенској компанији Монсанто (21%), а следе амерички потрошачи ( 9%) и остатак света (6%)." Једна од студија из 2012. закључила је да су ГМ усеви повећали приходе фарми широм света за 14 милијарди долара у 2010. години, при чему је више од половине овог укупног износа отишло пољопривредницима у земљама у развоју.
Главни Бт (Bacillus thuringiensis) усев који узгајају мали фармери у земљама у развоју је памук. Преглед налаза Бт памука из 2006. од стране пољопривредних економиста закључио је да је „укупни биланс стања, иако обећавајући, мешовит. Економски приноси су веома варијабилни током година, типа фарме и географске локације“. Међутим, еколошки активиста Марк Линас рекао је да је потпуно одбацивање генетског инжењеринга „нелогично и потенцијално штетно по интересе сиромашнијих народа и животну средину“.
Саветодавни савет европских академија (EASAC) је 2013. године затражио од ЕУ да дозволи развој пољопривредних ГМ технологија како би се омогућила одрживија пољопривреда, коришћењем мање земљишта, воде и ресурса хранљивих материја. EASAC такође критикује „дуготрајан и скуп регулаторни оквир“ ЕУ и каже да је ЕУ заостала у усвајању ГМ технологија.

### Земље у развоју
Неслагања око земаља у развоју укључују наводну потребу за повећањем залиха хране, и како постићи такво повећање. Неки научници сугеришу да је друга Зелена револуција која укључује употребу модификованих усева потребна да би се обезбедила довољна количина хране.  Потенцијал генетски модификоване хране да помогне земљама у развоју препознат је у Међународној процени пољопривредне науке и технологије за пољопривредну науку и технологију(IAASTD), али од 2008. нису нашли убедљиве доказе о решењу.
Скептици попут Џона Ависа тврде да су очигледне несташице узроковане проблемима у дистрибуцији хране и политици, а не производњи.  Други критичари кажу да свет има толико људи зато што је друга зелена револуција усвојена. Pfeiffer је тврдио да чак и ако би технолошка пољопривреда могла да прехрани садашњу популацију, њена зависност од фосилних горива, за која је 2006. године погрешно предвидео да ће достићи врхунац производње 2010. године, довела би до катастрофалног раста цена енергије и хране.
Ограничења за примену за земље у развоју укључују недостатак лаког приступа, трошкове опреме и права интелектуалне својине која штете земљама у развоју. Светска банка је похвалила Консултативну групу за међународна пољопривредна истраживања (CGIAR), организацију за помоћ и истраживање, за њене напоре, али је банка препоручила да пређу на генетичко истраживање и повећање продуктивности. Препреке укључују приступ патентима, комерцијалним лиценцама и тешкоће које земље у развоју имају у приступу генетским ресурсима и другој интелектуалној својини. Међународни уговор о биљним генетичким ресурсима за храну и пољопривреду покушао је да реши овај проблем, али резултати су били недоследни. Као резултат тога, „сироће усеве“, као што су теф, просо, крављи грашак и аутохтоне биљке, које су важне у овим земљама добијају мало улагања.

Пишући о публикацији Нормана Борлауга из 2000. године Ending world hunger: the promise of biotechnology and the threat of antiscience zealotry, аутори су тврдили да су Борлаугова упозорења и даље била истинита 2010. године:
ГМ усеви су природни и безбедни као и данашња хлебна пшеница, сматра др Борлауг, који је такође подсетио пољопривредне научнике на њихову моралну обавезу да се супротставе антинаучној гомили и упозоре креаторе политике да глобална несигурност хране неће нестати без ове нове технологије и игнорисања ова реалност би отежала постизање будућих решења.

### Принос
Приноси кукуруза у САД били су на истом нивоу све до 1930-их, када је усвајање конвенционалног хибридног семена довело до повећања за приближно 8 бушела (1937–1955). Након тога, комбинација побољшане генетике, доступности ђубрива и пестицида и механизације подигла је стопу повећања на 1,9 бушела по јутру годишње. У годинама од појаве ГМ кукуруза, стопа је незнатно порасла на 2,0. Просечан принос кукуруза у САД био је 174,2 бушела по јутру у 2014. години.
Комерцијални ГМ усеви имају особине које смањују губитак приноса услед притиска инсеката или мешања корова.

#### Преглед из 2014
Прегледом из 2014. закључено је да су ефекти ГМ усева на пољопривреду били позитивни. Према The Economist-у, мета-анализа је узела у обзир сва објављена испитивања агрономских и економских утицаја на енглеском језику између 1995. и марта 2014. Студија је показала да усеви отпорни на хербициде имају ниже трошкове производње, док за усеве отпорне на инсекте смањен број пестицида. Употреба је надокнађена вишим ценама семена, остављајући укупне трошкове производње приближно истим.
Приноси су повећани за 9% за толеранцију хербицида и 25% за отпорност на инсекте. Пољопривредници који су усвојили ГМ усеве остварили су 69% већи профит од оних који нису. Преглед је открио да ГМ усеви помажу пољопривредницима у земљама у развоју, повећавајући приносе за 14 процентних поена.
Истраживачи су размотрили неке студије које нису биле рецензиране, и неколико које нису пријавиле величине узорка. Покушали су да исправе пристрасност објављивања, узимајући у обзир изворе изван академских часописа. Велики скуп података омогућио је студији да контролише потенцијално збуњујуће варијабле као што је употреба ђубрива. Одвојено, закључили су да извор финансирања није утицао на резултате студије.

#### Преглед из 2010
Чланак из 2010. године, који је подржао CropLife International, резимирао је резултате 49 рецензираних студија. У просеку, фармери у развијеним земљама повећали су приносе за 6% и 29% у земљама у развоју.
Обрада земљишта је смањена за 25–58% на соји отпорној на хербициде. Усеви отпорни на глифосат омогућили су фармерима да саде редове ближе једни другима јер нису морали да контролишу коров након ницања механичком обрадом земље. Примене инсектицида на Бт усеве су смањене за 14–76%. Чак 72% фармера широм света имало је позитивне економске резултате.

#### Преглед из 2009
У 2009. години, Унија забринутих научника (UCS), група која се противила генетском инжењерингу и клонирању животиња за исхрану, резимирала је рецензиране студије о доприносу приносу ГМ соје и кукуруза у САД-у. Извештај је закључио да су друге пољопривредне методе дале већи допринос повећању националног приноса последњих година од генетског инжењеринга.

#### Студија у Висконсину
Студија која је неуобичајено објављена као преписка, а не као чланак, испитивала је кукуруз модификован да изрази четири особине (отпорност на европску кукурузни провртач, отпорност на кукурузну гљивицу, толеранцију на глифосат и толеранцију на глифозинат) појединачно и у комбинацији на пољима Висконсина од 1990. до 2010. године. Студија је открила интеракције између гена код хибридних сојева са више особина, тако да је нето ефекат варирао од збира појединачних ефеката. На пример, комбинација отпорности европског кукурузног мољца и толеранције на глуфосинат повећала је приносе за 3,13, мање од било које од појединачних особина.

### Тржишна динамика
Индустријом семена доминира мали број вертикално интегрисаних фирми. У 2011. години 73% глобалног тржишта контролисало је 10 компанија.
У 2001. години, Министарство пољопривреде Сједињених Држава (USDA) је известило да је консолидација индустрије довела до економије обима, али је приметила да је потез неких компанија да одустану од својих почетних операција довело у питање дугорочну одрживост ових конгломерата. Два економиста су изјавила да би тржишна моћ семенских компанија могла повећати благостање упркос њиховим стратегијама одређивања цена, јер „иако се дискриминација цена често сматра нежељеном тржишном дисторзијом, она може повећати укупно благостање повећањем укупне производње и стављањем робе на располагање тржишта на којима се иначе не би појављивали.“
Тржишни удео даје фирмама могућност да одређују или утичу на цену, диктирају услове и делују као препрека уласку. Такође даје фирмама моћ преговарања над владама у креирању политике. У марту 2010. Министарство правде САД и Министарство пољопривреде САД одржали су састанак у Анкенију, Ајова, да би сагледали динамику конкуренције у индустрији семена. Кристин Варни, која води антимонополско одељење у Министарству правде, рекла је да њен тим истражује да ли се злоупотребљавају патенти биотехнолошког семена. Кључно питање је било како Монсанто лиценцира своју патентирану особину толеранције на глифосат која се налазила у 93 процента америчке соје узгајане 2009. године. Око 250 породичних фармера, потрошача и других критичара корпоративне пољопривреде одржало је градски састанак пре састанка владе у знак протеста због Монсантове куповине независних семенских компанија, патентирања семена, а затим подизања цена семена.

### Интелектуална својина
Традиционално, пољопривредници у свим народима су из године у годину чували сопствено семе. Међутим, од раних 1900-их хибридни усеви су били широко коришћени у развијеном свету и семе за узгој ових усева се купује сваке године од произвођача семена. Потомство хибридног кукуруза, док је још одрживо, губи хибридну снагу (корисне особине родитеља). Ова предност хибридног семена прве генерације је примарни разлог зашто се не сади семе друге генерације. Међутим, за нехибридне ГМ усеве, као што је ГМ соја, семенске компаније користе закон о интелектуалној својини и опште право материјалне својине, сваки изражен у уговорима, како би спречили фармере да саде сачувано семе. На пример, типична Монсантова лиценца за кауцију (која обухвата пренос самог семена) забрањује чување семена, а такође захтева од купаца да потпишу посебан уговор о лиценци за патент.
Корпорације кажу да треба да испуне финансијске обавезе према акционарима и да финансирају даљи развој.DuPont је потрошио отприлике половину свог буџета за истраживање и развој од 2 милијарде долара на пољопривреду у 2011. док Монсанто троши 9–10% продаје на истраживање и развој.
Центар за екописменост је тврдио да „патентирање семена даје компанијама претерану моћ над нечим што је од виталног значаја за све“. У извештају из 2000. је наведено: „Ако се права на ове алате снажно и универзално примењују – а не лиценцирају или обезбеђују бесплатно у земљама у развоју – онда потенцијалне примене ГМ технологија описане раније вероватно неће имати користи за мање развијене нације света на дуже време“ (тј. до истека ограничења).
Монсанто је патентирао своје семе и обавезује пољопривреднике који одлуче да купе његово семе да потпишу уговор о лиценци, обавезујући их да складиште или продају, али не и саде, све усеве које узгајају.
Поред великих агро-бизниса, у неким случајевима, ГМ усеве обезбеђују и научна одељења или истраживачке организације које немају комерцијалне интересе.

#### Тужбе против фармера због кршења патента
Монсанто је поднео тужбе за повреду патента против 145 фармера, али је наставио суђење са само 11. У неким од ових последњих, оптужени су тврдили да је дошло до ненамерне контаминације протоком гена, али Монсанто је добио сваки случај. Директор за односе с јавношћу Монсанта изјавио је: „Није, нити је икада била политика Монсанта да спроводи свој патент на усеве који су Roundup Ready  када су случајно присутни на пољу фармера... Само када је било сазнања и намерно кршење његових патентних права ће Монсанто деловати.“ Монсанто је 2009. објавио да након истека његовог патента за соју 2014. више неће забрањивати пољопривредницима да саде семе соје које узгајају.
Један пример такве парнице је случај Монсанто против Шмајзера. Овај случај је у великој мери погрешно схваћен. Године 1997. Перси Шмајзер, узгајивач  у Бруну, открио је да једно од његових поља има репицу отпорну на Roundup (марка системског хербицида на бази глифосата). Није купио ово семе, које је на његову земљу доспело са суседних поља. Касније је пожњео подручје и сачувао усев у задњем делу камионета. Пре сетве 1998. године, представници Монсанта обавестили су Шмајзера да би коришћење ове културе за семе прекршило патент, и понудили су му лиценцу. , што је Шмајзер одбио. Према канадском Врховном суду, након овог разговора „Шмајзер је ипак однео жетву коју је сачувао у камионету у фабрику за третман семена и дао је да се користи за употребу као семе. Једном третирано, није могло да се користи за другу употребу. Шмајзер је засадио третирано семе на девет поља, које покривају укупно око 1.000 хектара... Серија независних тестова различитих стручњака потврдила је да је репица г. Шмајзер засађена и узгајана 1998. била је 95 до 98 процената отпорна на Roundup.“  Након што су даљи преговори између Шмајзера и Монсанта пропали, Монсанто је тужио Шмајзера за кршење патента и победио у почетном случају. Шмајзер је уложио жалбу и изгубио, и поново се жалио канадском Врховном суду, који је 2004. пресудио 5 према 4 у корист Монсанта, наводећи да је „из налаза судије јасно да су жалиоци спасли, посадили, пожњели и продали усев од биљака које садрже ген и биљну ћелију које је патентирао Монсанто“.

### Међународна трговина
ГМ усеви су били извор међународних трговинских спорова и тензија унутар земаља извозница хране око тога да ли би увођење генетски модификованих усева угрозило извоз у друге земље.
У Канади је 2010. извоз лана у Европу одбијен када су у пошиљкама пронађени трагови експерименталног ГМ лана. Ово је навело посланика да предложи предлог закона C-474 приватног члана, који би захтевао да се „спроведе анализа потенцијалне штете по извозна тржишта пре него што се дозволи продаја било каквог новог генетски модификованог семена“. Противници су тврдили да би „укључивање строгих социо-економских стандарда у регулаторни систем заснован на науци могло значити крај финансирања приватних истраживања, јер ако приватне биотехнолошке компаније не виде могућност поврата својих инвестиција, оне ће уложити своја истраживања буџета на другом месту“. Предлог закона је поражен са 176 према 97 у 2011. години.

## Регулације

### Етикетирање

#### Статус
У 2014. години, 64 земље захтевале су обележавање све ГМ хране. То укључује Европску унију, Јапан, Аустралију, Нови Зеланд, Русију,  Кина и Индија. Од марта 2015. Израел је био у процесу доношења прописа за обележавање хране са састојцима из ГМО.
Аљаска је захтевала обележавање ГМО рибе и шкољки 2005. године, иако ФДА у то време није одобрила ниједну ГМ рибу. Закон Вермонта из 2014. ступио је на снагу 1. јула 2016. и неки произвођачи хране (укључујући Генерал Миллс, Марс, Келлогг'с, Цампбелл Соуп Цомпани, ПепсиЦо, ЦонАгра, Фрито-Лаи и Бимбо Бакериес УСА) почели су да дистрибуирају производе било локално или широм земље са ознакама као што су „Делимично произведено генетским инжењерингом“. Други произвођачи су уклонили око 3.000 неусаглашених производа из продаје у Вермонту. Савезна влада Сједињених Држава је крајем тог месеца усвојила закон којим се предњаче сви државни закони, укључујући и закон Вермонта. Закон захтева да се прописи о етикетирању издају до јула 2018. и дозвољавају индиректно откривање, као што је број телефона, бар код или веб локација. Нејасно је да ли ће правила захтевати обележавање уља и шећера из ГМ усева, где коначни производ не садржи никакав „генетски материјал“ како је наведено у закону.
Пре него што су нова савезна правила ступила на снагу, иако захтевају одобрење пре стављања на тржиште, америчка Управа за храну и лекове није захтевала обележавање ГМО све док не постоје разлике у здрављу, безбедности животне средине и очекивањима потрошача на основу паковања. Федерална правила долазе након што је о ГМО означавању расправљано у многим државним законодавним телима, Калифорнијском предлогу 37 (2012.) и Вашингтонској иницијативи 522 (2012). Конектикат и Мејн су усвојили законе 2013. и 2014. године, који би захтевали ознаке ГМО хране да су североисточне државе са најмање 20 милиона становника донеле сличне законе (а за Конектикат, који представљају најмање четири државе ).
Друге јурисдикције чине такво означавање добровољним или су имале планове да захтевају означавање. Главни извозници ГМ усева као што су Сједињене Америчке Државе (до 2018.), Аргентина и Канада усвојиле су приступе добровољног обележавања; Кина и Бразил имају велике ГМ (углавном непрехрамбене) усеве и усвојили су обавезно обележавање.

#### Аргументи
Америчко медицинско удружење (АМА) и Америчко удружење за унапређење науке противиле су се обавезном обележавању одсуства научних доказа о штети. АМА је рекла да чак и добровољно означавање доводи у заблуду осим ако није праћено фокусираним образовањем потрошача. АААС је навео да обавезно означавање „може послужити само за заваравање и лажно збуњивање потрошача“.
Америчко удружење за јавно здравље, Британско медицинско удружење и Удружење за јавно здравље Аустралије подржавају обавезно обележавање. Европска комисија је тврдила да су обавезно обележавање и следљивост потребни како би се омогућио информисани избор, избегао потенцијално заваравање потрошач и олакшао повлачење производа ако се открију штетни ефекти по здравље или животну средину. Преглед из 2007. године о ефекту закона о обележавању открио је да када је обележавање ступило на снагу, неколико производа је и даље садржало ГМ састојке.

### Објективност регулаторних тела
Групе као што су Унија забринутих научника и Центар за безбедност хране које су изразиле забринутост због недостатка захтева од стране ФДА за додатно тестирање за ГМО, недостатка захтеваног обележавања и претпоставке да су ГМО „генерално признати као безбедни“ (ГРАС), су довели у питање да ли је ФДА превише блиска компанијама које траже одобрење за своје производе.
Критичари у САД протестовали су због именовања лобиста на високе позиције у Управи за храну и лекове. Мајкл Р. Тејлор, бивши лобиста Монсанта, именован је за вишег саветника ФДА за безбедност хране 1991. Након што је напустио ФДА, Тејлор је постао потпредседник Монсанта. Дана 7. јула 2009, Тејлор се вратио у владу као виши саветник комесара ФДА.
Године 2001., када је Старлинк опозив кукуруза постао јаван, Џозеф Менделсон III из Центра за безбедност хране је критиковао америчку агенцију за заштиту животне средине због споре реакције  . Такође је критиковао ЕПА и Авентис ЦропСциенце због изјава у време опозива, које су указивале да нису очекивали да ће се тако нешто догодити.
Канадски биотехнолошки саветодавни комитет који је прегледао канадске прописе 2003. године оптужен је од стране еколошких група и група грађана да не представљају читав спектар јавних интереса и да је превише блиско повезан са индустријским групама.
Већина Кинеског националног комитета за биолошку безбедност укључена је у биотехнологију, што је довело до критика да не представљају довољно широк спектар забринутости јавности.

### Парнични и регулаторни спорови

#### САД
Четири тужбе федералног окружног суда покренуте су против Службе за инспекцију здравља животиња и биљака (АПХИС), агенције у оквиру УСДА која регулише генетски модификоване биљке. Два су укључивала теренска испитивања (травна трава отпорна на хербициде у Орегону; кукуруз и шећер за производњу фармацеутских производа на Хавајима) и два дерегулацију ГМ луцерке. и ГМ шећерне репе. АПХИС је изгубио сва четири случаја на суђењу, а судије су закључиле да нису марљиво пратили смернице наведене у Закону о националној политици животне средине. Међутим, Врховни суд је поништио националну забрану ГМ луцерке и апелациони суд је дозволио делимичну дерегулацију ГМ шећерне репе. Након што је АПХИС припремио Изјаве о утицају на животну средину и за луцерку и за шећерну репу, оне су одобрене.
Округ Мауи на Хавајима је 2014. године одобрио иницијативу којом се позива на мораторијум на производњу и истраживање ГМО. Иницијатива је прецизирала казне укључујући новчане казне и затвор за свесна кршења и није ограничила свој обим на комерцијалну пољопривреду. Иницијатива је прошла са око 50,2 до 47,9 одсто.

#### Европска унија
До 1990-их, европска регулатива је била мање строга него у САД. Године 1998. одобрена је употреба МОН810, кукуруза који изражава Бт и који даје отпорност на европску кукурузну бушилицу, за комерцијални узгој у Европи. Међутим, током 1990-их низ неповезаних криза у вези са храном створио је бојазан потрошача о безбедности хране уопште и нарушио поверење јавности у државни надзор. Избијање говеђе спонгиформне енцефалопатије било је најпознатије. Године 1998. де фацто мораторијум је довео до суспензије одобрења нових ГМО у ЕУ до усвајања ревидираних правила.
Средином 1990-их, владино одобрење неких ГМО усева у Сједињеним Државама изазвало је забринутост јавности у Европи и довело до драматичног смањења америчког извоза у Европу. „Пре 1997. године, извоз кукуруза у Европу представљао је око 4% укупног америчког извоза кукуруза, генеришући око 300 милиона долара продаје... На пример, пре 1997. године, САД су продавале око 1,75 милиона тона кукуруза годишње у Шпанију и Португал. Али у 1998–99. години усева, Шпанија је купила мање од једне десетине износа из претходне године, а Португал није купио ниједну.“
У мају 2003. САД и дванаест других земаља поднеле су званичну жалбу Светској трговинској организацији да ЕУ крши међународне трговинске споразуме блокирањем увоза пољопривредних производа из САД кроз забрану ГМ хране. Регулаторни процес ЕУ био је сувише спор и њени стандарди су били неразумни с обзиром на научне доказе који показују да су усеви били безбедни. Случај су лобирали Монсанто и француски Авентис, као и америчке пољопривредне групе као што је Национално удружење узгајивача кукуруза. Као одговор, у јуну 2003. године, Европски парламент је ратификовао протокол Уједињених нација о биолошкој безбедности који регулише међународну трговину ГМ храном, а у јулу се сложио са новим прописима који захтевају обележавање и следљивост, као и одредбу о искључивању за појединачне земље. Одобрење нових ГМО је настављено у мају 2004. Иако су ГМО одобрени од тада, одобрења су и даље контроверзна и разне земље су користиле одредбе о искључивању. Светска трговинска организација је 2006. године донела одлуку да су ограничења пре 2004. била кршење, иако је та одлука имала мало непосредног ефекта пошто је мораторијум већ укинут.
Крајем 2007. амерички амбасадор у Француској препоручио је „прелазак на одмазду” како би нанео „неки бол” Француској и Европској унији у покушају да се бори против француске забране и промена у европској политици према генетски модификованим усевима, наводи америчка влада, дипломатска депеша коју је добио Викиликс.
20 од 28 европских земаља (укључујући Швајцарску) рекло је Не ГМО до октобра 2015. године.

#### Аустралија
У мају 2014. Врховни суд аустралијске државе Западне Аустралије одбацио је „Марш против Бакстера“. Тужилац је био Стив Марш, органски фармер, а тужени Мајкл Бакстер, његов доживотни комшија, који је узгајао ГМ репицу. Крајем 2010. Марш је на својим пољима пронашао семе Бакстеровог усева. Касније је Марш пронашао побеглу ГМ репицу која расте у његовом усеву. Марш је пријавио семе и биљке свом локалном органском сертификационом одбору и изгубио је органски сертификат за око 70 одсто своје фарме од 478 хектара. Марш је тужио на основу тога што је Бакстер користио метод жетве свог усева који је био подстандардан и немаран, и на основу тога што је његова земља била у великој мери контаминирана.У својој краткој пресуди, суд је утврдио да је отприлике 245 исечених биљака репице ветар однео у Маршово имање, Орлов одмор. Међутим, Бактеров метод (откивање) је био „ортодоксна и добро прихваћена методологија жетве“. „У 2011. откривено је да је осам ГМ биљака цаноле израсло као самозасијане добровољне биљке на Еагле Рест-у“, које су „идентификоване и извучене“, а „више није расло добровољне биљке РР каноле на Еагле Рест-у у наредних година“. У пресуди је наведено да је губитак органске сертификације „проузрочен погрешном применом важећих НАСАА стандарда који су били применљиви на НАСАА органске оператере у погледу ГМО (генетски модификованих организама) у то време“.  и да је „одсуство поуздане темељне платформе за доказе која би подржала трајну забрану одвајања био значајан недостатак“.
Марш је 18. јуна 2014. објавио да је уложио жалбу. Једна основа су били трошкови од 803.989 долара који су му досуђени. Жалбено рочиште је почело 23. марта 2015. и одложено је 25. марта „како би се позабавило налогом да се утврди да ли је одбрану г. Бактера финансијски подржао добављач ГМ семена Монсанто и/или Удружење сточара и пашњака (ПГА)“. Апелациони суд је касније одбио жалбу и наложио Маршу да плати Бактерове трошкове.

#### Филипини
Петиција коју су 17. маја 2013. поднеле еколошка група Греенпеаце Соутхеаст Асиа и коалиција пољопривредника и научника Масипаг (Магсасака ат Сииентипико са Пагпапаунлад нг Агрикултура) затражила је од апелационог суда да заустави садњу Бт патлиџана на тестним пољима, наводећи утицаје таквог животна средина, завичајни усеви и здравље људи су још увек непознати. Апелациони суд је усвојио тужбу, позивајући се на принцип предострожности који наводи „када људске активности могу довести до претњи озбиљне и неповратне штете по животну средину која је научно вероватна, али неизвесна, предузеће се радње да се претња избегне или умањи“. Испитаници су у јуну 2013. године поднели захтев за поновно разматрање, а 20. септембра 2013. године Апелациони суд је одлучио да потврди одлуку у мају рекавши да суђења на терену бт талонг крше уставно право народа на „уравнотежену и здраву екологију“. Врховни суд је 8. децембра 2015. године трајно прекинуо теренска испитивања за Бт (Бациллус тхурингиенсис) талонг (патлиџан), потврдивши одлуку Апелационог суда којом је обустављен теренски оглед генетски модификованог патлиџана.

### Иновације у технологији и регулаторно право
Први генетски модификовани усеви направљени су трансгеним приступом, увођењем страних гена и понекад коришћењем бактерија за пренос гена. У САД, ови страни генетски елементи ставили су резултујућу биљку под јурисдикцију УСДА према Закону о заштити биља. Међутим, од 2010. године, новије технологије генетског инжењеринга као што је уређивање генома омогућиле су научницима да модификују биљне геноме без додавања страних гена, чиме су избегли регулативу УСДА. Критичари су позвали да се регулатива промени како би се пратила технологија која се мења.

## Законодавство
Видети Одредбу о гаранцији фармера. (Критичари овог закона обично називају „Закон о заштити Монсанта“.)

## Афричке контроверзе
2002. године, усред глади, Замбија је одбила хитну помоћ у храни која је садржала храну од генетски модификованих усева, на основу принципа предострожности.
Током конференције у главном граду Етиопије Адис Абеби, Кингсли Амоако, извршни секретар Економске комисије Уједињених нација за Африку (УНЕЦА), охрабрио је афричке нације да прихвате ГМ храну и изразио незадовољство негативним мишљењем јавности о биотехнологији.
Студије за Уганду су показале да трансгене банане имају висок потенцијал да смање рурално сиромаштво, али да би их градски потрошачи са релативно вишим приходима могли одбити.
Критичари су тврдили да се испорука америчке хране у јужну Африку више ради о промовисању усвајања биотехнолошких усева у региону него о глади. САД су снабдевале Африку храном и подршком током кризе са храном са којом су се суочавали почетком 2000-их. Међутим, када су неке од афричких земаља схватиле да ове пошиљке садрже ГМ кукуруз, одбиле су пошиљке и престале да пуштају храну која им је послата. Критичари су оптужили САД да „искоришћавају глад у Јужној Африци као средство за односе с јавношћу“. САД су се супротставиле овим коментарима рекавши да европске нације пуштају милионе Африканаца да пате од глади и глади због "ирационалног страха од хипотетичких и недоказаних ризика". САД су имале политику пре ГМО слања америчких усева као помоћи у храни, уместо да купују усеве у/близу земаља којима је помоћ била потребна. Тврдило се да је политика САД скупља од европске.
Контроверзе о генетски модификованој храни у Гани су распрострањене од 2013.

## Индијске контроверзе
Индија је аграрна земља са око 60% становништва које директно или индиректно зависи од пољопривреде. Од 1995. до 2013. у Индији се убило укупно 296.438 фармера, или у просеку 16.469 самоубистава годишње. Током истог периода, око 9,5 милиона људи годишње је умрло у Индији од других узрока, укључујући неухрањеност, болести и самоубиства која нису повезана са пољопривредом, или око 171 милион смрти од 1995. до 2013. године. Активисти и научници су понудили низ супротстављених разлога за самоубиства фармера, као што су неуспех монсуна, велики терет дуга, генетски модификовани усеви, владина политика, јавно ментално здравље, лични проблеми и породични проблеми. Постоје и оптужбе да државе извештавају о нетачним подацима о самоубиствима фармера.
У Индији, приноси ГМ памука у Махараштри, Карнатаки и Тамил Надуу резултирали су просечним повећањем приноса од 42% у 2002. години, првој години комерцијалне садње. Тешка суша у Андра Прадешу те године спречила је било какво повећање приноса, јер ГМ сој није био толерантан на сушу. Касније су развијене варијанте отпорне на сушу. Због значајно смањених губитака због грабежљиваца инсеката, до 2011. године 88% индијског памука је модификовано. Постоје економске и еколошке користи од ГМ памука за фармере у Индији.Студија од 2002. до 2008. о економским утицајима Бт памука у Индији, показала је да је Бт памук повећао приносе, профит и животни стандард малих фармера. Међутим, недавно је памучна глиста развила отпорност на Бт памук. Сходно томе, 2012. Махараштра је забранила Бт памук и наручила независну социоекономску студију о његовој употреби. Индијски регулатори су одобрили Бт брињал, генетски модификовани патлиџан, за комерцијализацију у октобру 2009. Након противљења неких научника, фармера и еколошких група, уведен је мораторијум на његово пуштање у фебруару 2010. „онолико дуго колико је потребно да се поверење и поверење".
Од 1. јануара 2013. сва храна која садржи ГМО мора бити означена. Правила законске метрологије (упаковане робе) из 2011. наводе да „свако паковање које садржи генетски модификовану храну мора имати на врху свог главног дисплеја слова „ГМ“.“ Правила се примењују на 19 производа укључујући кексе, хлеб, житарице и житарице и друге производе. Закон је наишао на критике активиста за права потрошача, као и индустрије паковане хране; обе стране су имале велику забринутост да није успостављен логистички оквир или прописи који би водили примену и спровођење закона. Индијска влада је 21. марта 2014. потврдила 10 ГМ усева за исхрану и дозволила теренска испитивања ГМ усева, укључујући пшеницу, пиринач и кукуруз.